# 青銅の蛇 (ヴァン・ダイク)
『青銅の蛇』（せいどうのへび、蘭: De koperen slang, 西: La serpiente de metal, 英: The Brazen Serpent）は、バロック期のフランドル出身のイギリスの画家アンソニー・ヴァン・ダイクが1618年から1620年ごろに制作した絵画である。油彩。『旧約聖書』「民数記」21章で言及されている預言者モーセの「青銅の蛇」のエピソードを主題としている。青年時代のヴァン・ダイクがイタリア滞在以前にアントウェルペンで制作した作品で、ルーベンスの強い影響が見て取れる。現在はマドリードのプラド美術館に所蔵されている。

## 主題

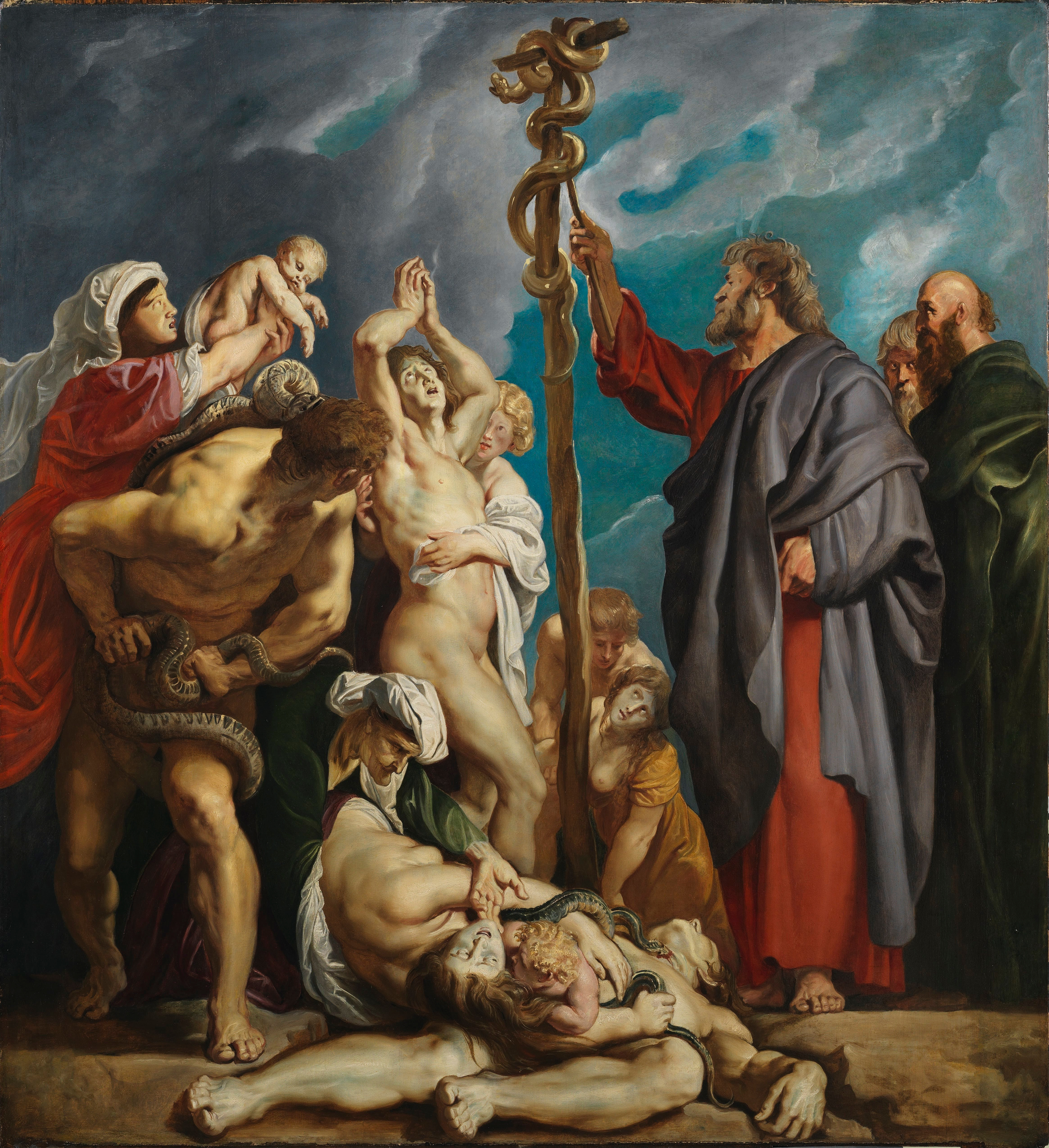
ピーテル・パウル・ルーベンスの初期の『モーセと青銅の蛇』。1610年から1612年ごろ。コートールド美術研究所所蔵。

「民数記」21章によると、モーセの兄アロンがホル山で死去したのち、イスラエルの人々はエドムの地を迂回しようとしたが、人々はその旅に耐えることができなかった。彼らは神とモーセを非難した。「なぜあなたがたはわれわれをエジプトから導いて、荒野で死なせようとするのですか。ここには食物も水もありません。われわれはもうこの粗末な食物を口に入れたくありません」。そのため神は彼らの信仰の欠如を罰するために燃える蛇を送り込み、多くの人々を咬み殺させた。人々は後悔してモーセのところに行き、「われわれは主やモーセに向かって非難し罪を犯しました。どうか蛇を取り除いてくれるように主に祈ってください」と言った。モーセが彼らのために祈ると、神はモーセに「燃える蛇を造り、それを竿の上に掛けなさい。蛇に咬まれた者がそれを仰ぎ見たならば、みな癒されるであろう」と言った。そこでモーセが青銅で1匹の蛇を造って竿の上に掛け、蛇に咬まれた者がこれを仰ぎ見ると、みな蛇の苦しみから救われた。

## 作品
ヴァン・ダイクは燃える蛇に苦しめられるイスラエルの人々が青銅の蛇によって救われる場面を描いている。空は嵐を思わせる黒雲が広がり、神によって送り込まれた燃える蛇が降り続けている。モーセは画面左端に立っており、「青銅の蛇」は彼の眼前に立てられた竿に掛けられている。「青銅の蛇」の前には蛇に苦しめられた多くの人々が集まっている。彼らの身体には蛇が巻きついている。モーセの足元には裸の男がひざまずいて祈りをささげているが、人々の多くは「青銅の蛇」に手を伸ばし、あるいは手を合わせて見つめている。画面右端の裕福な女性は虚ろな表情で、その身体は力なく、肌からは血の気が失われている。彼女は背後の男によって抱え上げられ、右側に立った赤い服の男は彼女の頭に手を置きながら彼女の顔を見つめている。また召使の女が彼女の体から蛇を引きはがしている。
構図そのものはルーベンスが約10年前に制作した同主題の作品から来ているが、ヴァン・ダイクは人物像の扱い方にその独自性を発揮しており、ルーベンスの人物像よりも細身でより大きなドラマ性を与えている。ヴァン・ダイクがこの作品のために描いた準備素描がいくつか現存しており、ルーベンスの構図から出発し、どのようにして独自の構図を作り上げたのかを窺うことができる。さらに人物像のいくつかはラファエロ・サンツィオやミケランジェロ・メリージ・ダ・カラヴァッジオに触発されている。画面右端の女の身体を抱えた男はカラヴァッジオの『キリストの埋葬』の影響であることが指摘されている。
目視や赤外線リフレクトグラフィーを用いた調査により、人物像の輪郭を明示し、衣服の細部を適切に配置するために引いた多数の線が発見された。これらの線の性質は、ヴァン・ダイクが直線的でかすれた線、および液状の絵具と途切れない筆遣いを組み合わせたことを示している。これらの線は制作の初期段階で採用しており、画面中央の赤い服を着た人物など、絵具が最も薄い部分の表面に確認することができる。
画面右下にルーベンスの偽の署名があり、1666年の王室コレクションの目録にルーベンスの作として記録されたが、すでに1794年にフランシスコ・バイユーやフランシスコ・デ・ゴヤらによってヴァン・ダイクの作品と考えられていた。

## 来歴
発注主や初期の来歴は不明である。絵画は18世紀にマドリードのフアン・ケリー（Juan Kelly）のコレクションにあったことが知られている。彼のコレクションはアイルランド出身でスペイン国王フェリペ5世の外科医であった父フロレンシオ・ケリー（Florencio Kelly）が収集したものであった。1764年に当時の宮廷画家アントン・ラファエル・メングスによって、フアン・ケリーのコレクションの中から本作品を含む最も優れた絵画20点が国王カルロス3世のために選ばれ、王室コレクションに加わった。王室コレクションとしては、1772年、1794年、1814年から1818年にかけて新王宮で記録されている。国王フェルナンド7世の死後、プラド美術館の前身である王立絵画美術館（Real Museo de Pinturas ）に所蔵された。